# Marie-Thérèse Hermange
Pour les articles homonymes, voir Hermange.
Marie-Thérèse Hermange, née Marie-Thérèse Jacono le 17 septembre 1947 à Alger (Algérie), est une femme politique française.

## Biographie
Marie-Thérèse Jacono est l'épouse du haut fonctionnaire Patrick Hermange.
Licencié en philosophie et diplômée de l'Institut d'études politiques de Paris, elle fait ses débuts comme chargée de mission auprès d'Olivier Stirn, secrétaire d'État aux Relations avec le Parlement, en 1973. Elle le suit au secrétariat d'État aux Départements et territoires d'outre-mer jusqu'en 1976.
En 1982, alors collaboratrice de Bernard Pons au Rassemblement pour la République, elle devient la suppléante du député Jacques Dominati en 1982.
Ses centres d'intérêt politiques sont portés vers les questions sociales, médicales, éthiques et religieuses. Elle a participé à la révision des lois de bioéthique en 2010, notamment sur la prise en compte du sang de cordon comme ressource thérapeutique, alors qu'il était jusque-là considéré comme un déchet.
Elle est sénatrice de Paris de 2004 à 2011. Elle est nommée membre du Haut Conseil de la population et de la famille en 2004.
Elle est également membre de la Commission locale d'information auprès du CEA de Fontenay-aux-Roses.

## L'affaire du «Mediator»
L'attitude de la sénatrice est mise en cause à la suite de la révélation dans la presse d'écoutes téléphoniques dans l'affaire du Mediator et des laboratoires Servier. La sénatrice aurait fait appel à l'avis d'un expert connu pour ses liens avec le laboratoire Servier dans le but, selon ses détracteurs, de minimiser la responsabilité du laboratoire,. Le 27 avril 2013, elle est mise en examen dans le cadre d'une enquête pour trafic d'influence dans l'affaire du Mediator. Marie-Thérèse Hermange a catégoriquement démenti auprès de l'AFP avoir modifié son rapport sur commande, tout en reconnaissant avoir rencontré le professeur Claude Griscelli, consultant pour Servier, « pour avoir une discussion avec lui ». Mais « le rapport était bouclé » et « aucun élément n'en a été modifié à la demande de Claude Griscelli », avait-elle insisté. Le groupe Servier avait lui aussi démenti avoir fait modifier ce rapport.
Le rapport sénatorial avait dénoncé les manœuvres dilatoires de l'Afssaps, qui « semble avoir redécouvert tardivement des travaux publiés pourtant dès les années 1970 » sur le Mediator,.
Marie-Thérèse Hermange et Claude Griscelli font partie des 23 prévenus du procès au pénal qui a commencé le 23 septembre 2019. Malgré cette affaire, elle avait été nommée au comité d'éthique de l'Académie de médecine en 2017,. Le 29 mars 2021, le tribunal correctionnel de Paris relaxe Marie-Thérèse Hermange.

## Anciens mandats
- Sénatrice de Paris
- Députée européenne
- Conseillère régionale d'Île-de-France
- Adjointe au maire de Paris, de Jacques Chirac puis Jean Tiberi, chargée des affaires sociales.

## Décoration
- Dame-commandeur de l'ordre de Saint-Grégoire-le-Grand (2011)[13]